# Nuncjatura Apostolska w Libanie
Nuncjatura Apostolska w Libanie – misja dyplomatyczna Stolicy Apostolskiej w Libanie. Siedziba nuncjusza apostolskiego mieści się w Harissie. Obecnym nuncjuszem jest Włoch abp Gabriele Giordano Caccia. Pełni on swą funkcję od 16 lipca 2009. Nuncjusz apostolski pełni tradycyjnie godność dziekana korpusu dyplomatycznego akredytowanego w Libanie od momentu przedstawienia listów uwierzytelniających.

## Historia
Nuncjaturę Apostolską w Libanie utworzył w 1947 papież Pius XII.

## Nuncjusze apostolscy
- abp Alcide Marina CM (1947 - 1950) Włoch
- abp Giuseppe Beltrami (1950 - 1959) Włoch
- abp Paolo Bertoli (1959 - 1960) Włoch
- abp Egano Righi-Lambertini (1960 - 1963) Włoch
- abp Gaetano Alibrandi (1963 - 1969) Włoch
- abp Alfredo Bruniera (1969 - 1978) Włoch; w latach 1969 - 1975 jednocześnie pronuncjusz apostolski w Kuwejcie
- abp Carlo Furno (1978 - 1982) Włoch
- abp Luciano Angeloni (1982 - 1989) Włoch
- abp Pablo Puente Buces (1989 - 1997) Hiszpan; od 1993 jednocześnie nuncjusz apostolski w Kuwejcie oraz delegat apostolski Półwyspu Arabskiego
- abp Antonio Maria Vegliò (1997 - 2001) Włoch; do 1999 jednocześnie nuncjusz apostolski w Kuwejcie oraz delegat apostolski Półwyspu Arabskiego
- abp Luigi Gatti (2001 - 2009) Włoch
- abp Gabriele Caccia (2009 - 2017) Włoch
- abp Joseph Spiteri (2018 - 2022) Maltańczyk
- abp Paolo Borgia (od 2022) Włoch